# Lomtjärnen (Bygdeå socken, Västerbotten, 712489-174925)
Lomtjärnen är en sjö i Robertsfors kommun i Västerbotten och ingår i Kålabodaån-Rickleåns kustområde.